# Chalandry-Elaire
Chalandry-Elaire (nommée également Chalandry-Élaire) est une commune française située dans le département des Ardennes, en région Grand Est.

## Géographie

### Localisation
Chalandry-Elaire est une commune française composée de deux villages Chalandry et Elaire, située dans le département des Ardennes et la région de Champagne-Ardenne. Ses habitants sont appelés les Chalairois et les Chalairoises.
La commune qui est située à une altitude de 158 m s'étend sur 5,2 km2 et est situé à 7 km au sud-est de Charleville-Mézières et à environ 12 km du parc naturel régional des Ardennes.
Elle est parcourue par divers cours d'eau : la Meuse, le ruisseau de Boutancourt et le ruisseau du Pierge.

### Communes limitrophes
- Saint-Marceau,
- Les Ayvelles,
- Flize.

### Hydrographie
La commune est dans le bassin versant de la Meuse au sein du bassin Rhin-Meuse. Elle est drainée par la Meuse et le ruisseau du Pierge,.
La Meuse, d'une longueur de 486 km, est un fleuve européen qui prend sa source en France, dans la commune du Châtelet-sur-Meuse, à 409 mètres d'altitude, et se jette dans la mer du Nord après un cours long d'approximativement 950 kilomètres traversant la France, la Belgique et les Pays-Bas. Elle longe la commune sur son flanc est, sur une longueur d'environ 1,3 km, constituant une limite séparative avec la commune de Nouvion-sur-Meuse.

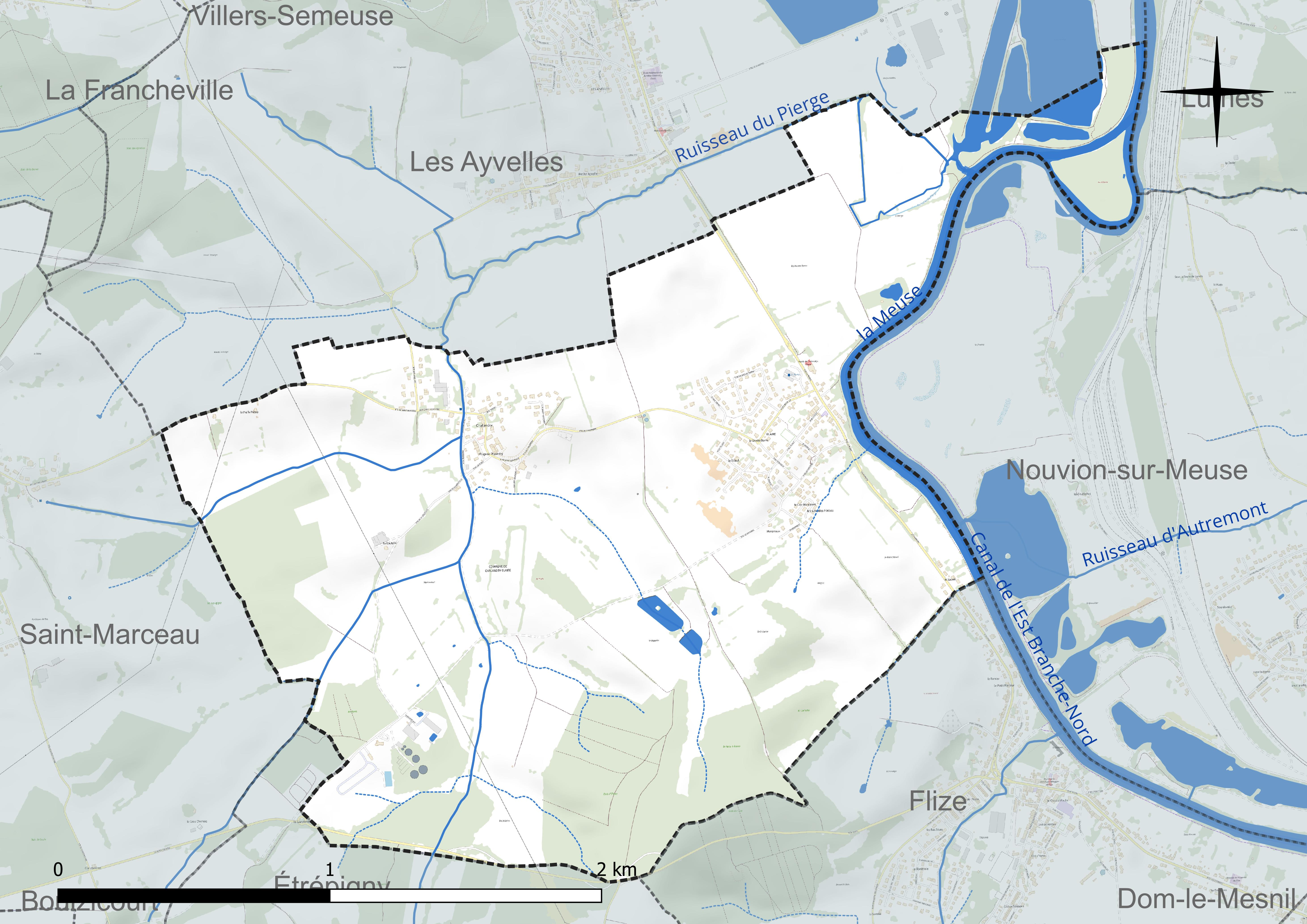
Réseau hydrographique de Chalandry-Elaire.

### Climat
Pour des articles plus généraux, voir Climat du Grand Est et Climat des Ardennes.
En 2010, le climat de la commune est de type climat des marges montargnardes, selon une étude du Centre national de la recherche scientifique s'appuyant sur une série de données couvrant la période 1971-2000. En 2020, Météo-France publie une typologie des climats de la France métropolitaine dans laquelle la commune est exposée à un climat océanique altéré et est dans la région climatique Lorraine, plateau de Langres, Morvan, caractérisée par un hiver rude (1,5 °C), des vents modérés et des brouillards fréquents en automne et hiver.
Pour la période 1971-2000, la température annuelle moyenne est de 10 °C, avec une amplitude thermique annuelle de 15,4 °C. Le cumul annuel moyen de précipitations est de 912 mm, avec 13,1 jours de précipitations en janvier et 9,5 jours en juillet. Pour la période 1991-2020, la température moyenne annuelle observée sur la station météorologique de Météo-France la plus proche, « Charleville-Méz. », sur la commune de Charleville-Mézières à 8 km à vol d'oiseau, est de 9,9 °C et le cumul annuel moyen de précipitations est de 928,4 mm. 
La température maximale relevée sur cette station est de 39,2 °C, atteinte le 25 juillet 2019 ; la température minimale est de −17,5 °C, atteinte le 1er janvier 1997,,.
Les paramètres climatiques de la commune ont été estimés pour le milieu du siècle (2041-2070) selon différents scénarios d'émission de gaz à effet de serre à partir des nouvelles projections climatiques de référence DRIAS-2020. Ils sont consultables sur un site dédié publié par Météo-France en novembre 2022.

## Urbanisme

### Typologie
Au 1er janvier 2024, Chalandry-Elaire est catégorisée bourg rural, selon la nouvelle grille communale de densité à 7 niveaux définie par l'Insee en 2022.
Elle est située hors unité urbaine. Par ailleurs la commune fait partie de l'aire d'attraction de Charleville-Mézières, dont elle est une commune de la couronne,. Cette aire, qui regroupe 132 communes, est catégorisée dans les aires de 50 000 à moins de 200 000 habitants,.

### Occupation des sols
L'occupation des sols de la commune, telle qu'elle ressort de la base de données européenne d’occupation biophysique des sols Corine Land Cover (CLC), est marquée par l'importance des territoires agricoles (68 % en 2018), une proportion sensiblement équivalente à celle de 1990 (68,8 %). La répartition détaillée en 2018 est la suivante : 
prairies (49,4 %), forêts (19,5 %), zones agricoles hétérogènes (12,5 %), terres arables (6,1 %), zones urbanisées (5,5 %), eaux continentales (5 %), mines, décharges et chantiers (2,1 %). L'évolution de l’occupation des sols de la commune et de ses infrastructures peut être observée sur les différentes représentations cartographiques du territoire : la carte de Cassini (XVIIIe siècle), la carte d'état-major (1820-1866) et les cartes ou photos aériennes de l'IGN pour la période actuelle (1950 à aujourd'hui).

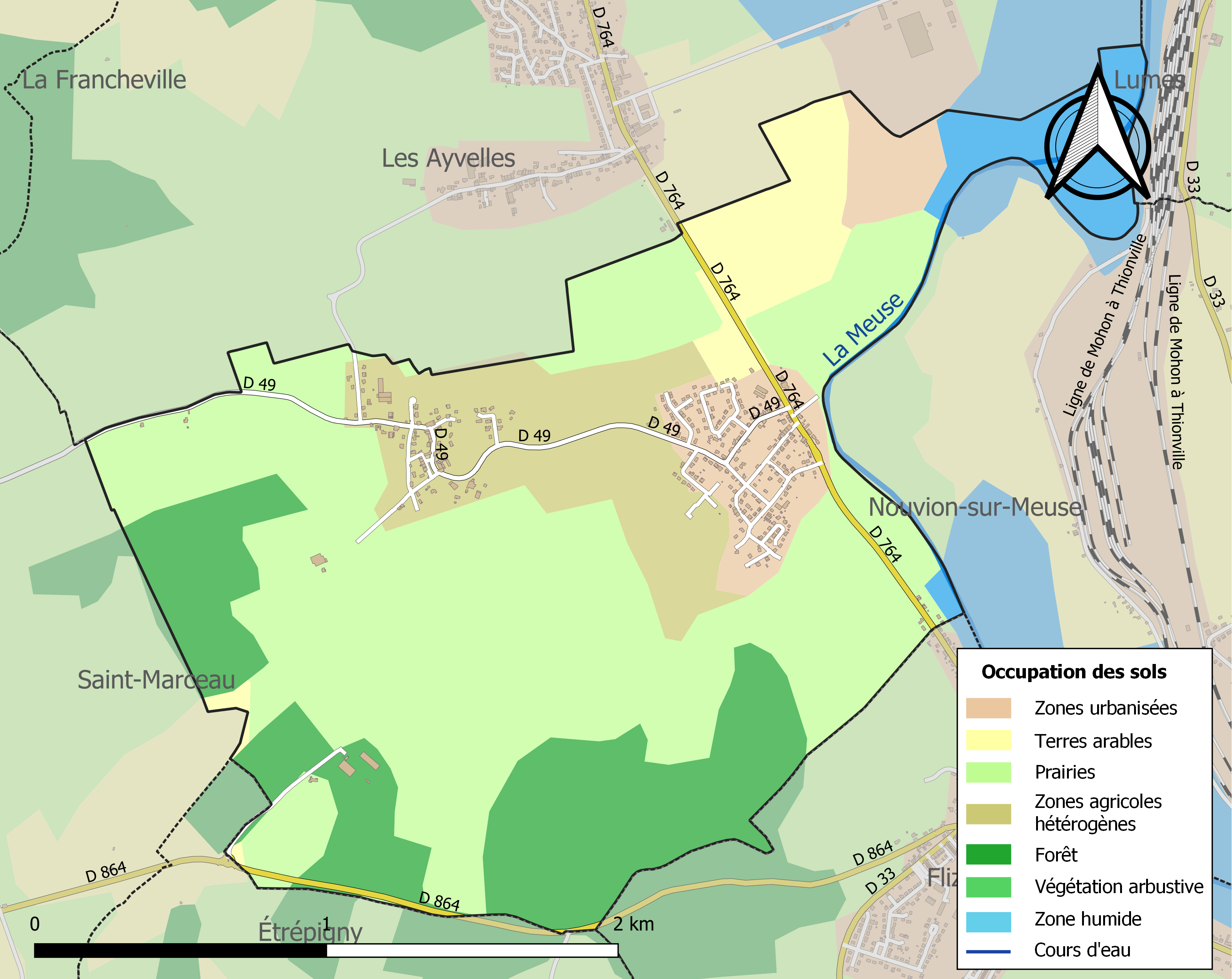
Carte des infrastructures et de l'occupation des sols de la commune en 2018 (CLC).

## Histoire
La commune de Chalandry-Elaire  est le résultat du rapprochement de deux villages : Chalandry et Elaire.

## Politique et administration
| Période                                  | Période                   | Identité                                       | Étiquette | Qualité      |
| ---------------------------------------- | ------------------------- | ---------------------------------------------- | --------- | ------------ |
| mars 2001                                | mars 2014                 | Jean-Jacques Wary                              |           |              |
| mars 2014                                | En cours (au 27 mai 2020) | Pierre Delforge Réélu pour le mandat 2020-2026 |           | Ancien cadre |
| Les données manquantes sont à compléter. |                           |                                                |           |              |

## Démographie
L'évolution du nombre d'habitants est connue à travers les recensements de la population effectués dans la commune depuis 1793. Pour les communes de moins de 10 000 habitants, une enquête de recensement portant sur toute la population est réalisée tous les cinq ans, les populations de référence des années intermédiaires étant quant à elles estimées par interpolation ou extrapolation. Pour la commune, le premier recensement exhaustif entrant dans le cadre du nouveau dispositif a été réalisé en 2004.

En 2022, la commune comptait 726 habitants, en évolution de +11,86 % par rapport à 2016 (Ardennes : −2,97 %, France hors Mayotte : +2,11 %).
| 1793 | 1800 | 1806 | 1821 | 1831 | 1836 | 1841 | 1846 | 1851 |
| ---- | ---- | ---- | ---- | ---- | ---- | ---- | ---- | ---- |
| 146  | 182  | 195  | 202  | 201  | 210  | 211  | 201  | 188  |

| 1866 | 1872 | 1876 | 1881 | 1886 | 1891 | 1896 | 1901 | 1906 |
| ---- | ---- | ---- | ---- | ---- | ---- | ---- | ---- | ---- |
| 176  | 161  | 159  | 214  | 202  | 193  | 201  | 190  | 186  |

| 1911 | 1921 | 1926 | 1931 | 1936 | 1946 | 1954 | 1962 | 1968 |
| ---- | ---- | ---- | ---- | ---- | ---- | ---- | ---- | ---- |
| 220  | 209  | 206  | 233  | 245  | 185  | 187  | 256  | 258  |

| 1975 | 1982 | 1990 | 1999 | 2004 | 2006 | 2009 | 2014 | 2019 |
| ---- | ---- | ---- | ---- | ---- | ---- | ---- | ---- | ---- |
| 291  | 323  | 420  | 524  | 557  | 573  | 585  | 638  | 709  |

| 2022 | - | - | - | - | - | - | - | - |
| ---- | - | - | - | - | - | - | - | - |
| 726  | - | - | - | - | - | - | - | - |

## Culture locale et patrimoine

### Lieux et monuments
- Église Saint-Gonthier de Chalandry-Elaire.

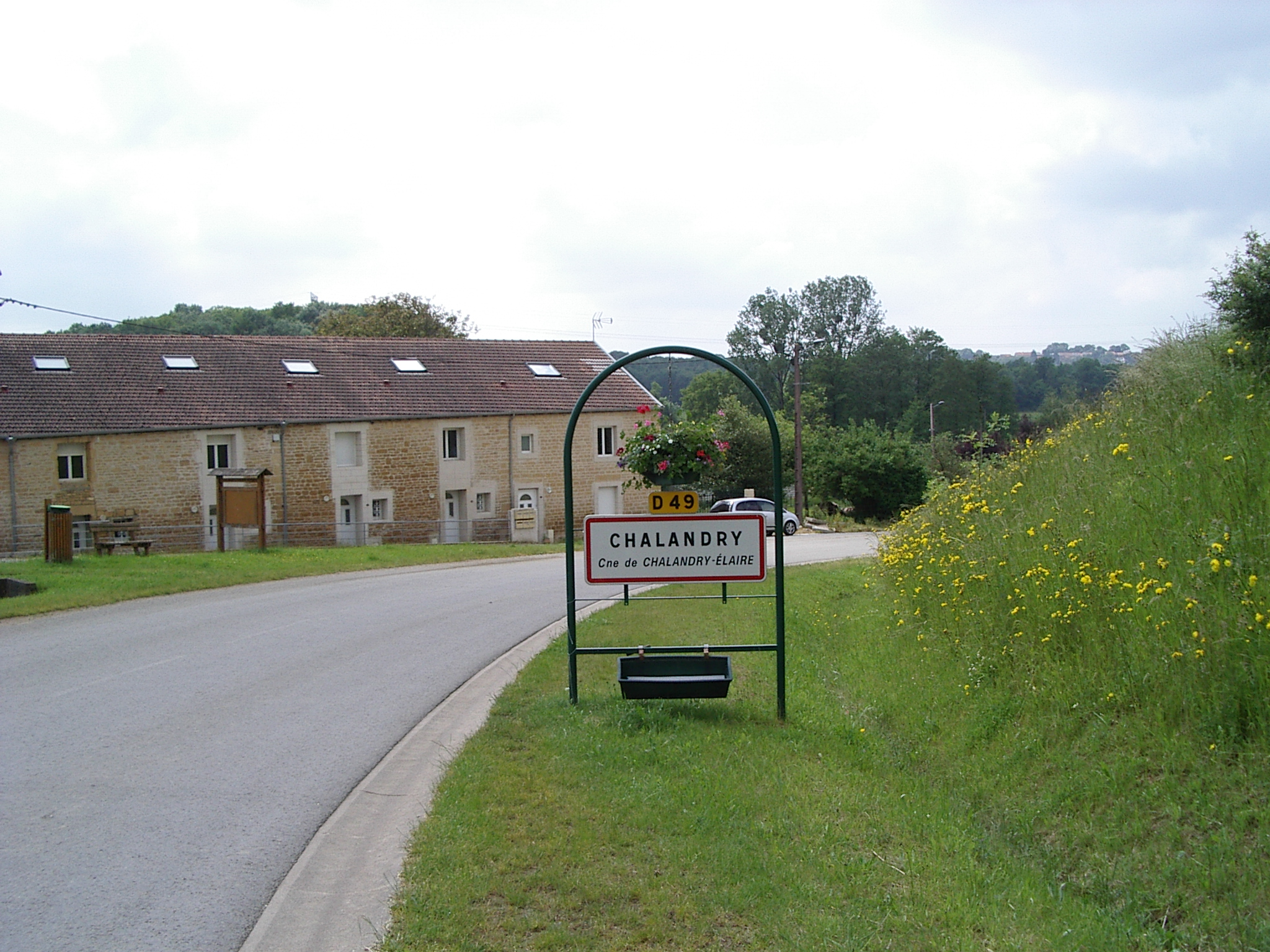
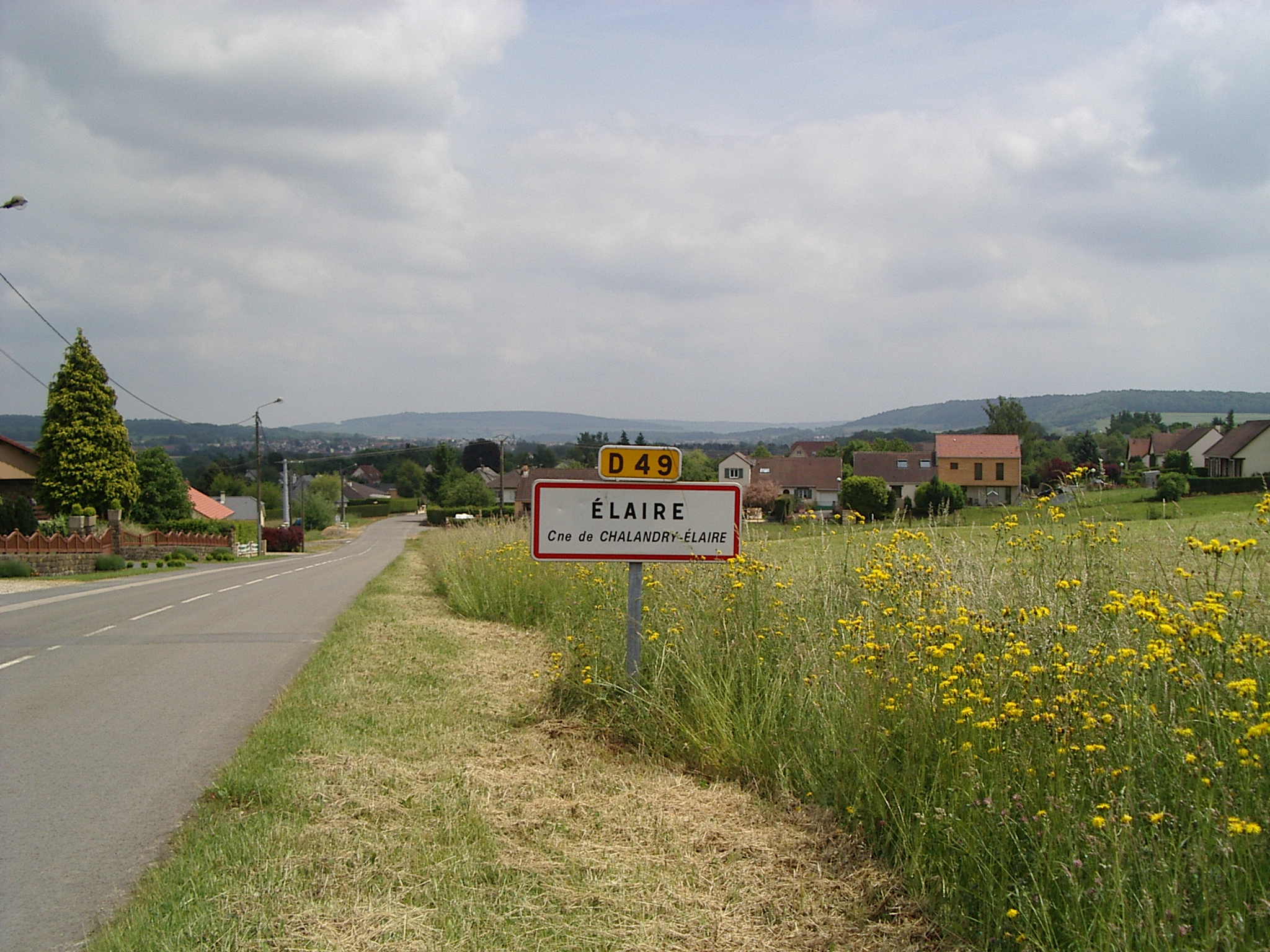
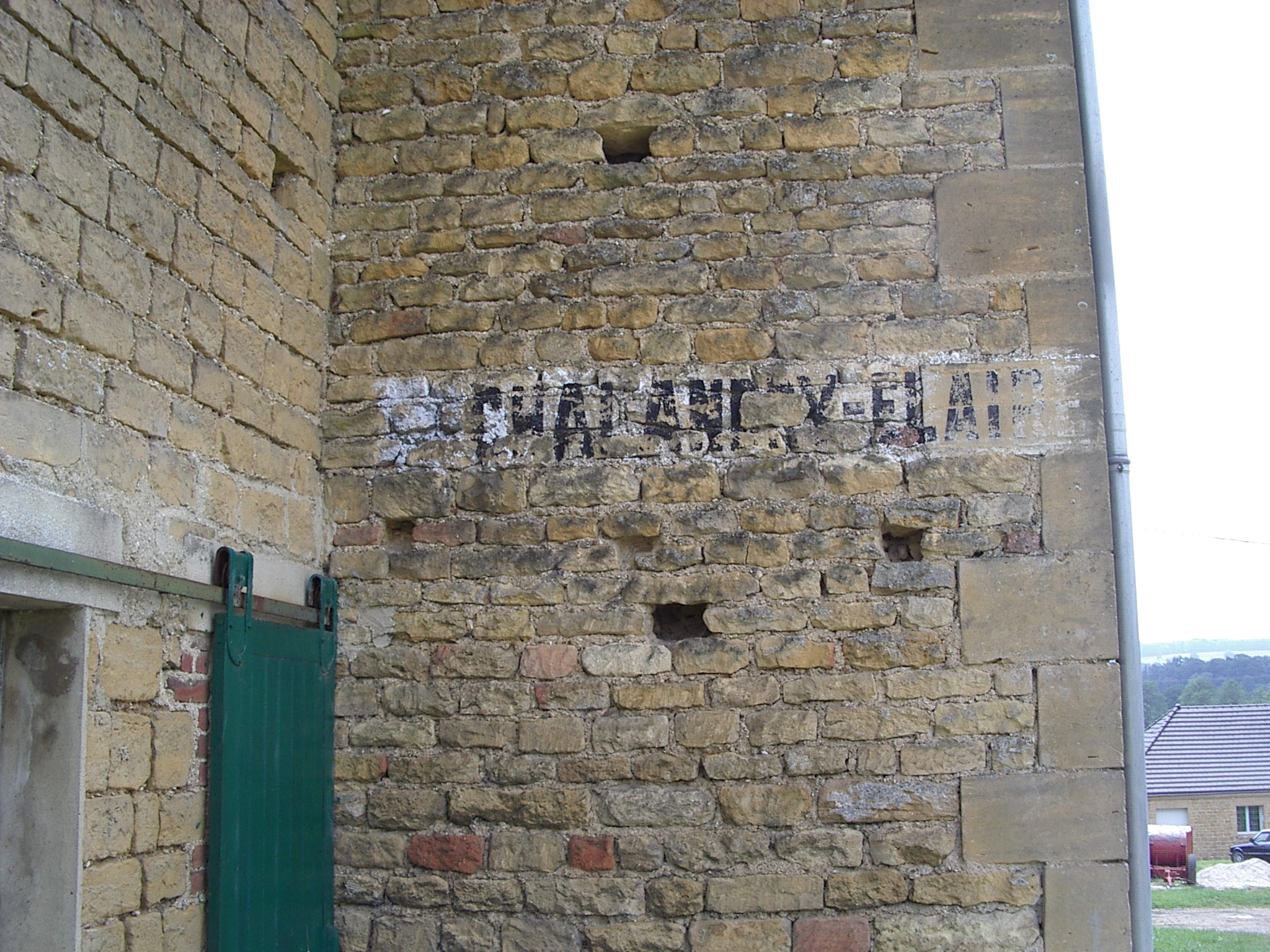
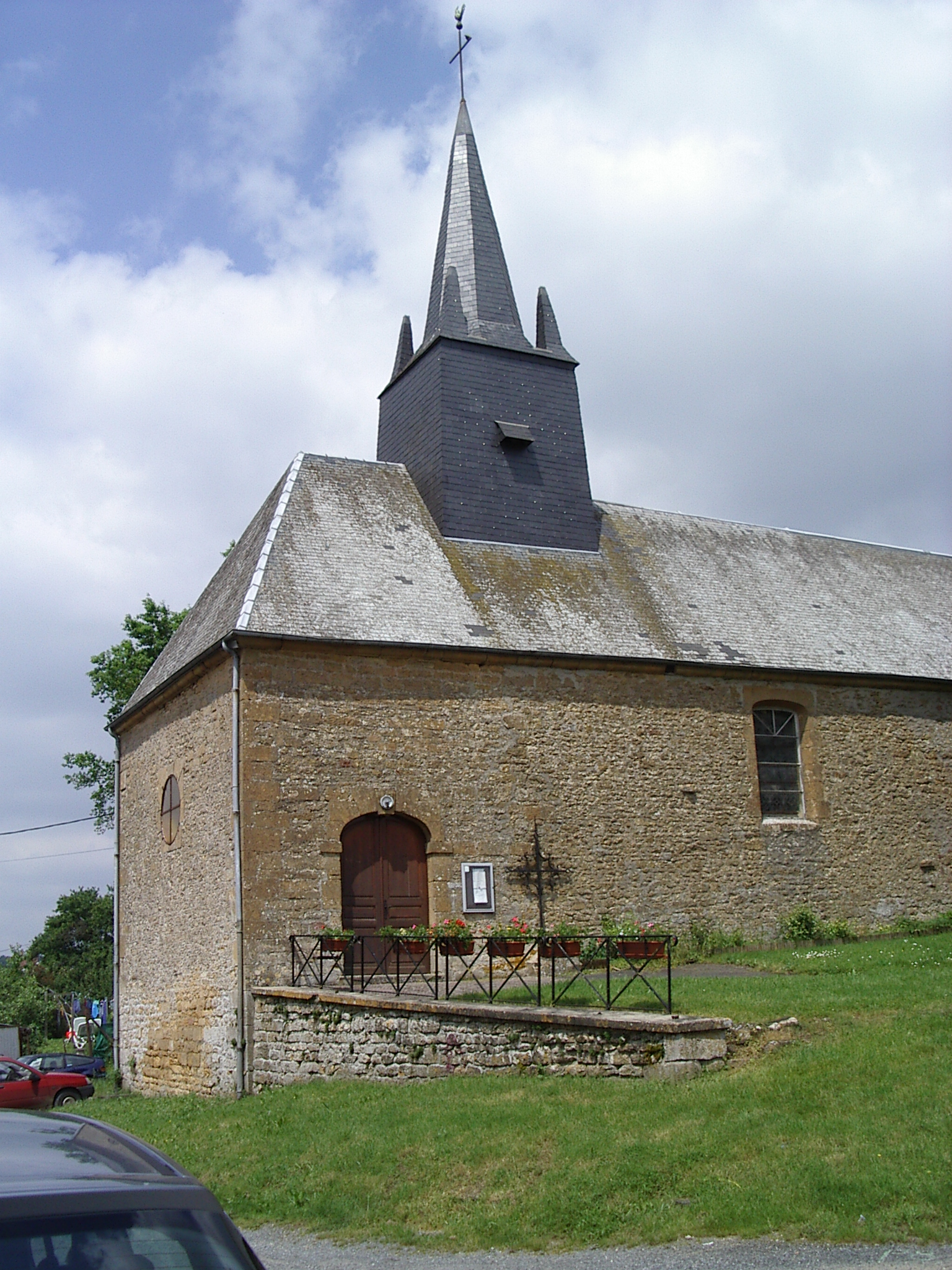

### Héraldique
| Blason de Chalandry-Elaire | Blason  | D'or au chevron de gueules accompagné en chef de deux étoiles de sable et en pointe d'un lion du même. |
| Blason de Chalandry-Elaire | Détails | Le statut officiel du blason reste à déterminer.                                                       |